# Aleksander Čeferin
Aleksander Čeferin (Ljubljana, 13. listopada 1967.), slovenski pravnik. 
Trenutačno obnaša dužnost predsjednika Europske nogometne federacije (UEFA). Na UEFA-inom kongresu održanom 2016. godine pobijedio je Nizozemca Michaela van Praaga rezultatom 42:13.
Bivši je predsjednik Slovenskog nogometnog saveza (2011. – 2016.). 

## Zanimljivosti
- Čeferin je u svojoj mladosti bio navijač splitskoga Hajduka, a najdraži mu je igrač bio Zlatko Vujović.[2][3]

## Vanjske poveznice
- Aleksander Čeferin na uefa.com
- Razgovor s Aleksandrom Čeferinom, serijal (Ne)uspjeh prvaka s Mariom Stanićem, 31. 7. 2023. (YouTube)